# めぶきフィナンシャルグループ

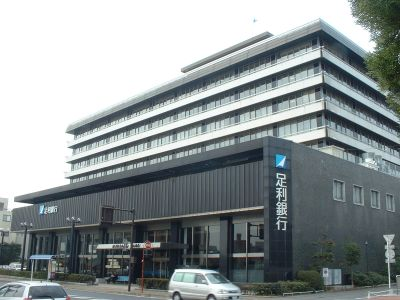
足利銀行本店（めぶきFG・宇都宮本社）

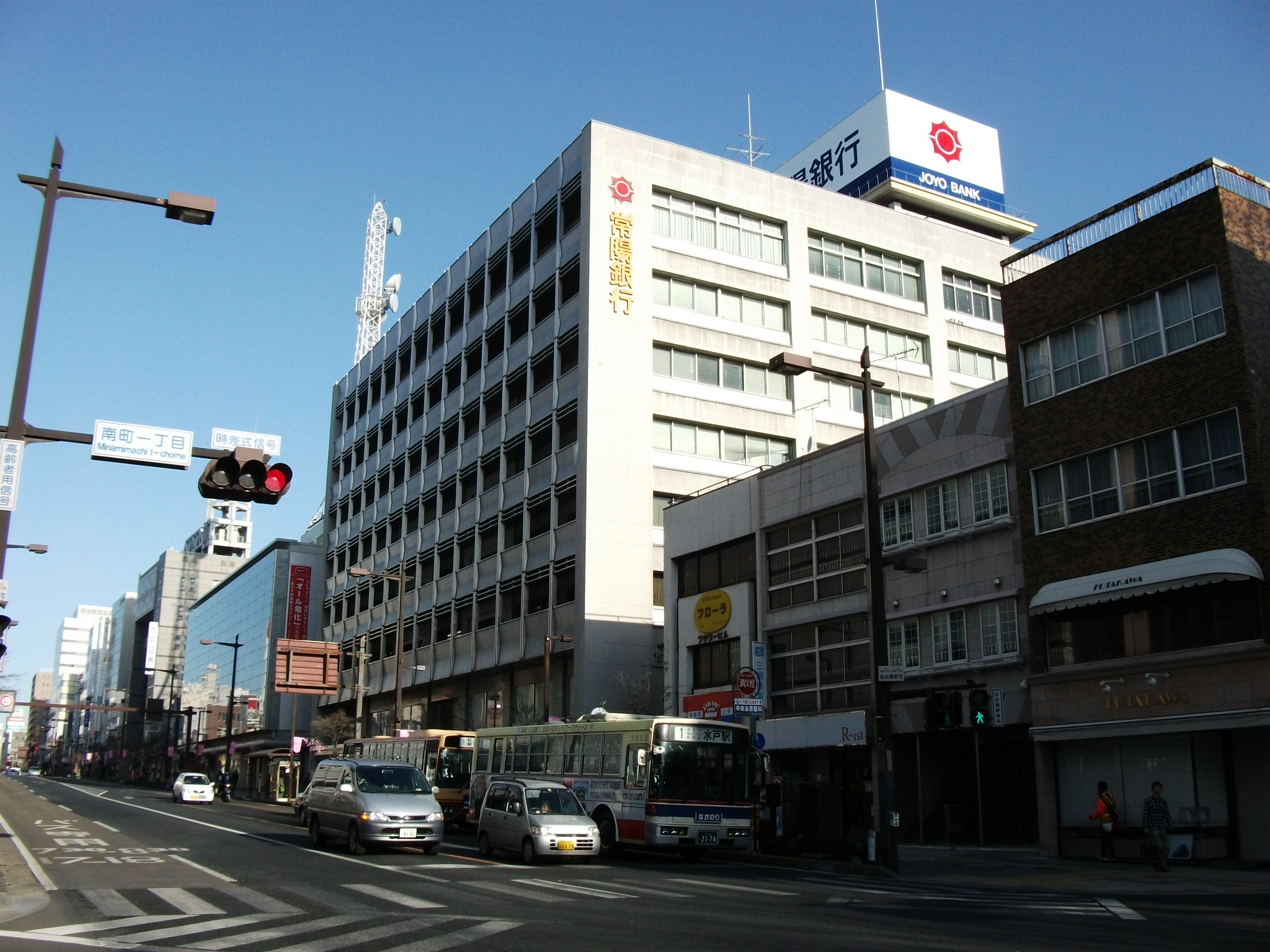
常陽銀行本店（めぶきFG・水戸本社）

株式会社めぶきフィナンシャルグループ（英語: Mebuki Financial Group, Inc.）は、足利ホールディングスと常陽銀行の経営統合により誕生した金融持株会社。

## 概要
茨城県を地盤とする常陽銀行（本店・水戸市）と、栃木県を地盤とする足利銀行（本店・宇都宮市）の金融持株会社である足利ホールディングスが2016年10月1日に経営統合し、足利HDから社名変更によって発足した。
地方銀行首位のふくおかフィナンシャルグループ（福岡銀行+熊本銀行+十八親和銀行）、2位のコンコルディア・フィナンシャルグループ（横浜銀行+東日本銀行）に続く地銀グループ第3位の規模となる。経営統合は、かつて三井住友トラスト・ホールディングスやほくほくフィナンシャルグループなどが採った方法と同じで、既存の足利ホールディングスが商号変更して「めぶきフィナンシャルグループ」となり、常陽銀行が東京証券取引所1部への上場を廃止し、株式交換によりその傘下に加わった。
他の地域金融機関のグループ入りをあらかじめ見据え、持株会社の社名は新芽が出ることを意味する「めぶき」とした。
登記上の本社・本店は東京都中央区（常陽銀行東京営業部所在地）に置くが、常陽銀の本店所在地に「めぶきFG・水戸本社」、足利銀の本店所在地に「めぶきFG・宇都宮本社」を設置し、東京本社と合わせて3本社体制を取る。
社長には常陽銀行の寺門一義頭取、副社長には足利銀行の松下正直頭取がそれぞれ就任した。

## 沿革
- 2015年（平成27年）11月2日 - 常陽銀行・足利ホールディングスの経営統合を発表[12]。
- 2016年（平成28年）
  - 4月25日 - 常陽銀行・足利ホールディングス、株式交換による経営統合について最終合意。統合後の社名を「めぶきフィナンシャルグループ」とすることも発表[13]。
  - 6月28日 - 足利ホールディングス・常陽銀行、定時株主総会がそれぞれの本社所在地である宇都宮市と水戸市で行われ、経営統合の提案が双方ともに承認される[14]。
  - 9月28日 - 常陽銀行の株式が東京証券取引所1部から上場廃止[15]。
  - 10月1日 - 株式交換により常陽銀行を完全子会社とした「足利ホールディングス」が株式会社めぶきフィナンシャルグループに商号変更。
    - この経営統合により、常陽銀行・足利銀行の相互宛ての振込手数料を2行の本支店への手数料と同額に引き下げた。また、どちらの銀行のキャッシュカードでもATMで入金ができるようになった[16]。
- 2022年（令和4年）1月17日 - 本店（東京本社）を東京都中央区八重洲二丁目7番2号（八重洲三井ビルディング）から現在地（三井二号館4階）へ移転[17]。

## グループ企業
- 足利銀行
- 常陽銀行
- 常陽コンピューターサービス株式会社
- 株式会社常陽産業研究所
- 株式会社あしぎん総合研究所
- 常陽施設管理株式会社
- 株式会社常陽キャピタルパートナーズ
- 株式会社ウイング・キャピタル・パートナーズ
- めぶき証券株式会社
- 株式会社めぶきカード[注 3]
- 株式会社めぶきリース
- めぶき信用保証株式会社
- 常陽信用保証株式会社
- 株式会社あしぎんマネーデザイン